# Jean-Marie Le Joubioux
 (août 2023).
Si vous disposez d'ouvrages ou d'articles de référence ou si vous connaissez des sites web de qualité traitant du thème abordé ici, merci de compléter l'article en donnant les références utiles à sa vérifiabilité et en les liant à la section « Notes et références ».
Jean-Marie Joubioux, né le 2 février 1806 à l'Île-d'Arz (Morbihan) et mort le 3 mars 1888 à Vannes, est un ecclésiastique et écrivain en breton vannetais.

## Biographie
Né sur l'Île-d'Arz, dans le golfe du Morbihan, Jean-Marie Joubioux est nommé secrétaire de l'évêché de Vannes par Charles de la Motte en aout 1829.
Il est ordonné prêtre le 19 septembre de la même année.
D'abord nommé chanoine honoraire, il devient chanoine titulaire de la cathédrale de Vannes dès le 31 décembre 1831.
Il va par délégation faire trois fois la visite de l'évêque au pape et il accompagne l'évêque en 1851 pour le concile provincial de Rennes.
Vicaire général en 1856, Jean-Marie Joubioux devient chapelain de sa sainteté du pape Pie IX au début de l'année 1878. Doyen du chapitre de la cathédrale, il est nommé vicaire général honoraire et membre du conseil épiscopal en 1883.
Il meurt début mars 1888.

## Œuvres
On lui doit un recueil de poèmes (Doué ha mem Bro ("Dieu et mon pays") , en 1844), et d'autres textes en proses ou en vers parus dans Brediah er Fé... Il célèbre dans son œuvre la Bretagne catholique et défend le souvenir de la Chouannerie.
L'harmonie de ses vers, la jeunesse de ses images et son exquise sensibilité le classent en tête des écrivains breton de son époque. Par moments, un grand souffle patriotique passe dans ses vers, leur donne un relief puissant et une vigueur incontestable. (D'après C. Le Mercier d'Erm).
Le premier, il a jeté les bases d'une orthographe cohérente (phonétique) du vannetais, proche déjà de celle de Dihunamb.

## Distinction
- Chevalier de la Légion d'honneur (30 octobre 1852)[2]